# Mate Sanikidze
Mate Sanikidze (ur. 19 listopada 1998) – gruziński zawodnik mieszanych sztuk walki (MMA). W latach 2022-2023 były mistrz czesko-słowackiej organizacji Oktagon MMA w wadze piórkowej. Aktualnie rywalizujący w wadze koguciej.

## Osiągnięcia

### Mieszane sztuki walki
- 2022: Mistrz Oktagon MMA w wadze piórkowej.

## Lista zawodowych walk w MMA
| Wynik     | Bilans | Przeciwnik (bilans przed walką) | Rozstrzygnięcie                 | Runda | Czas | Rozgrywki                                     | Data       | Miejsce             | Uwagi                                                               |
| --------- | ------ | ------------------------------- | ------------------------------- | ----- | ---- | --------------------------------------------- | ---------- | ------------------- | ------------------------------------------------------------------- |
| Przegrana | 11-4   | Jack Cartwright (11-2)          | Decyzja (jednogłośna)           | 3     | 5:00 | Oktagon 61: Paradeiser vs. Duque              | 21.09.2024 | Brno                |                                                                     |
| Przegrana | 11-3   | Farbod Iran Nezhad (11-3-1)     | Decyzja (jednogłośna)           | 3     | 5:00 | Oktagon 57: Brož vs. Eckerlin                 | 04.05.2024 | Frankfurt nad Menem | Powrót i przejście do wagi koguciej.                                |
| Wygrana   | 11-2   | Losene Keita (11-0)             | TKO (kontuzja stopy)            | 1     | 1:08 | Oktagon 45: Sanikidze vs. Keita               | 29.07.2023 | Praga               | Obronił pas mistrzowski Oktagon MMA w wadze piórkowej. Main Event   |
| Wygrana   | 10-2   | Jakub Tichota (5-0)             | Decyzja (niejednogłośna)        | 5     | 5:00 | Oktagon 37: Kozma vs. Brito                   | 03.12.2022 | Ostrawa             | Zdobył pas mistrzowski Oktagon MMA w wadze piórkowej. Co-Main Event |
| Wygrana   | 9-2    | David Moon (9-4)                | Decyzja (jednogłośna)           | 3     | 5:00 | Oktagon Prime 5: Kertész vs. Veličković       | 26.03.2022 | Šamorín             |                                                                     |
| Wygrana   | 8-2    | Aleksandr Kolontay (9-1)        | Decyzja (jednogłośna)           | 3     | 5:00 | Oktagon 30: Bledá vs. Lima                    | 30.12.2021 | Praga               | Debiut w Oktagon MMA.                                               |
| Wygrana   | 7-2    | Giorgi Gelashwili (0-0)         | Poddanie ()                     | 1     |      | AGC: Challenge 2                              | 17.07.2021 | Batumi              |                                                                     |
| Wygrana   | 6-2    | Levan Kirtadze (0-0)            | Poddanie (duszenie gilotynowe)  | 2     | ?    | AGC: Challenge 1                              | 01.06.2021 | Tbilisi             |                                                                     |
| Wygrana   | 5-2    | Ayijiake Akenbieke (8-11-1)     | Decyzja (jednogłośna)           | 3     | 5:00 | WLF W.A.R.S. 33                               | 17.05.2019 | Zhengzhou           | Powrót do wagi piórkowej.                                           |
| Wygrana   | 4-2    | Fuad Musaev (3-6)               | TKO (ciosy pięściami)           | 1     | ?    | Titan Global Championship                     | 04.05.2019 | Tbilisi             | Walka w wadze lekkiej.                                              |
| Przegrana | 3-2    | Sabit Zhusupov (5-2)            | Decyzja (jednogłośna)           | 3     | 5:00 | M-1 Challenge 100: Battle in Atyrau           | 15.12.2018 | Atyrau              | Powrót do wagi piórkowej.                                           |
| Przegrana | 3-1    | Edward Massey (4-2)             | KO (wysokie kopnięcie na głowę) | 1     | 0:18 | M-1 Challenge 95: Battle in the Mountains 7   | 21.07.2018 | Nazrań              | Walka w wadze koguciej.                                             |
| Wygrana   | 3-0    | Firuz Mammadov (4-2)            | Decyzja (jednogłośna)           | 3     | 5:00 | ACB 83                                        | 24.03.2018 | Baku                |                                                                     |
| Wygrana   | 2-0    | Yosef Jelodari (1-1)            | TKO (ciosy pięściami)           | 2     | ?    | Ultimax FC 3: World Ultimax Championship 2018 | 28.01.2018 | Tbilisi             | Debiut i przejście do wagi piórkowej.                               |
| Wygrana   | 1-0    | Halil Dogan (0-0)               | TKO (przerwanie przez narożnik) | 1     | 5:00 | ACB 64: Young Eagles 19 Turkey                | 19.07.2017 | Antalya             | Debiut w wadze lekkiej.                                             |